# 1832 în literatură
Anul 1832 în literatură a implicat o serie de evenimente și cărți noi semnificative.  